# Генрик Раабе
Ге́нрик Раа́бе (пол. Henryk Raabe; 17 листопада 1882, Варшава — 28 січня 1951, Люблін) — польський зоолог, громадський та політичний діяч, посол Законодавчого сейму від ППС та ПЗПР.

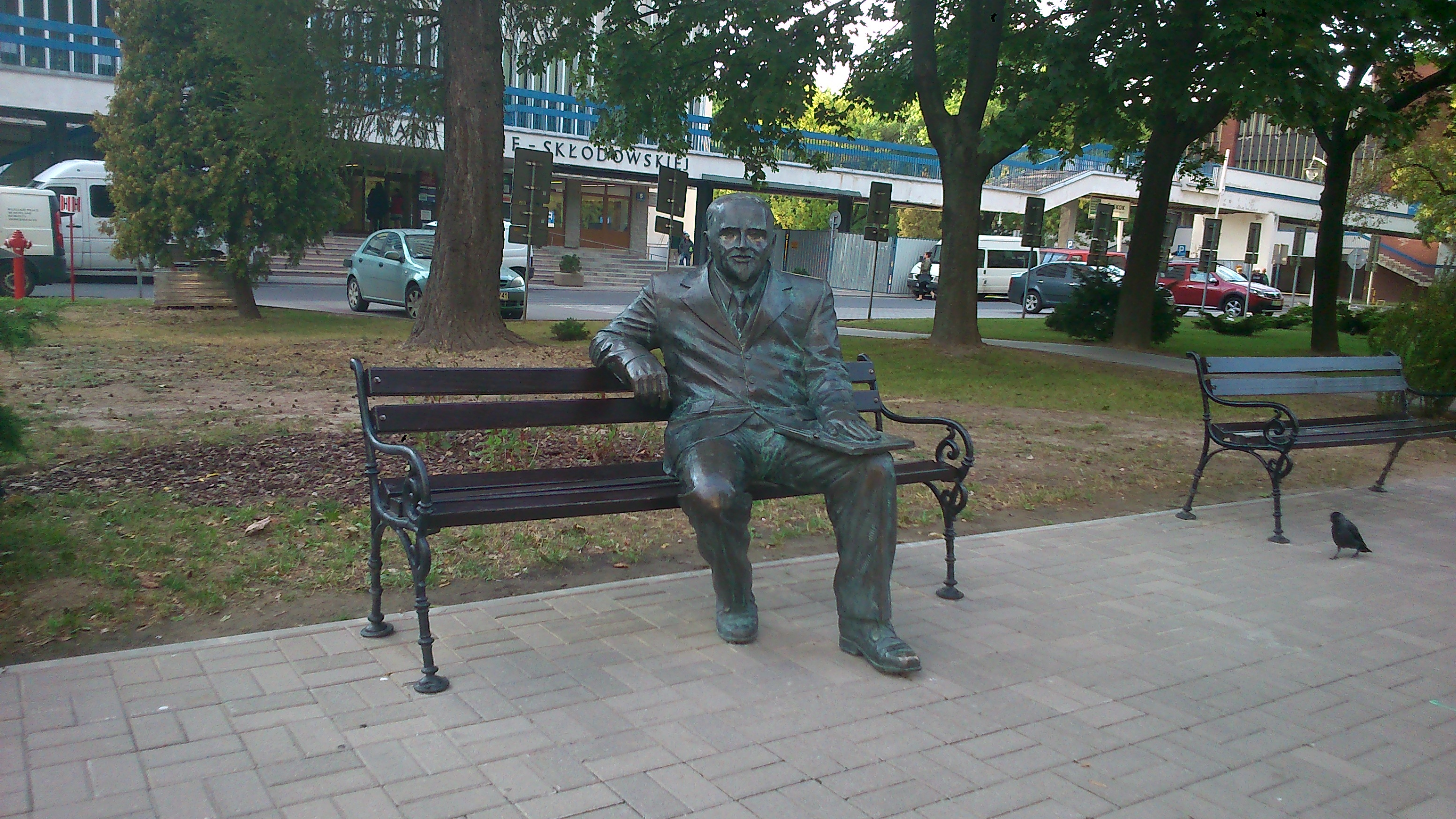

Був доцентом Ягеллонського університету та організатором і від 24 жовтня 1944 р. до 1 вересня 1948 р. першим ректором Університету Марії Кюрі-Склодовської в Любліні. Був діячем Слов'янського комітету в Польщі. У 1945—1946 роках був послом Польщі в СРСР.

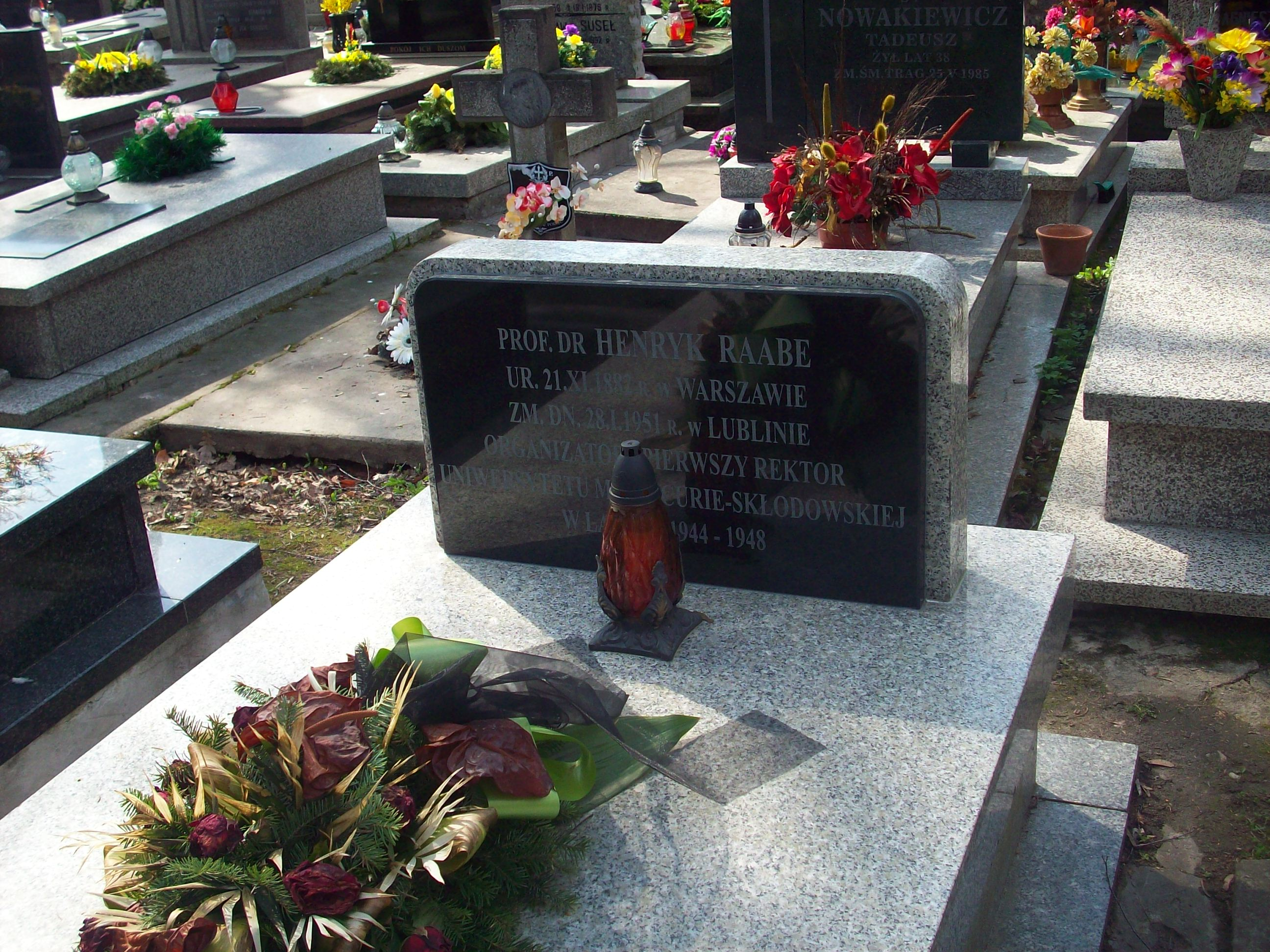
Генрика Раабе поховано на цвинтарі на вул. Ліповій у Любліні

Досліджував протистів, особливо хвороботворні організми. Популяризатор науки.
Батько Здзіслава, теж зоолога, і Лешека, солдата руху опору.
У 2012 році на площі Марії Кюрі-Склодовської, перед корпусом ректорату УМКС, було відкрито Лавочку Генрика Раабе.

## Нагороди
- Золотий Хрест Заслуги (17 квітня 1946 р., «визнаючи заслуги під час репатріації поляків з СРСР»)